# Polycyrtus gibbulus
Polycyrtus gibbulus là một loài tò vò trong họ Ichneumonidae.